# Lycorina cornigera
Lycorina cornigera är en stekelart som beskrevs av Setsuya Momoi 1966. Lycorina cornigera ingår i släktet Lycorina och familjen brokparasitsteklar. Inga underarter finns listade i Catalogue of Life.